# Leonid Andrejev

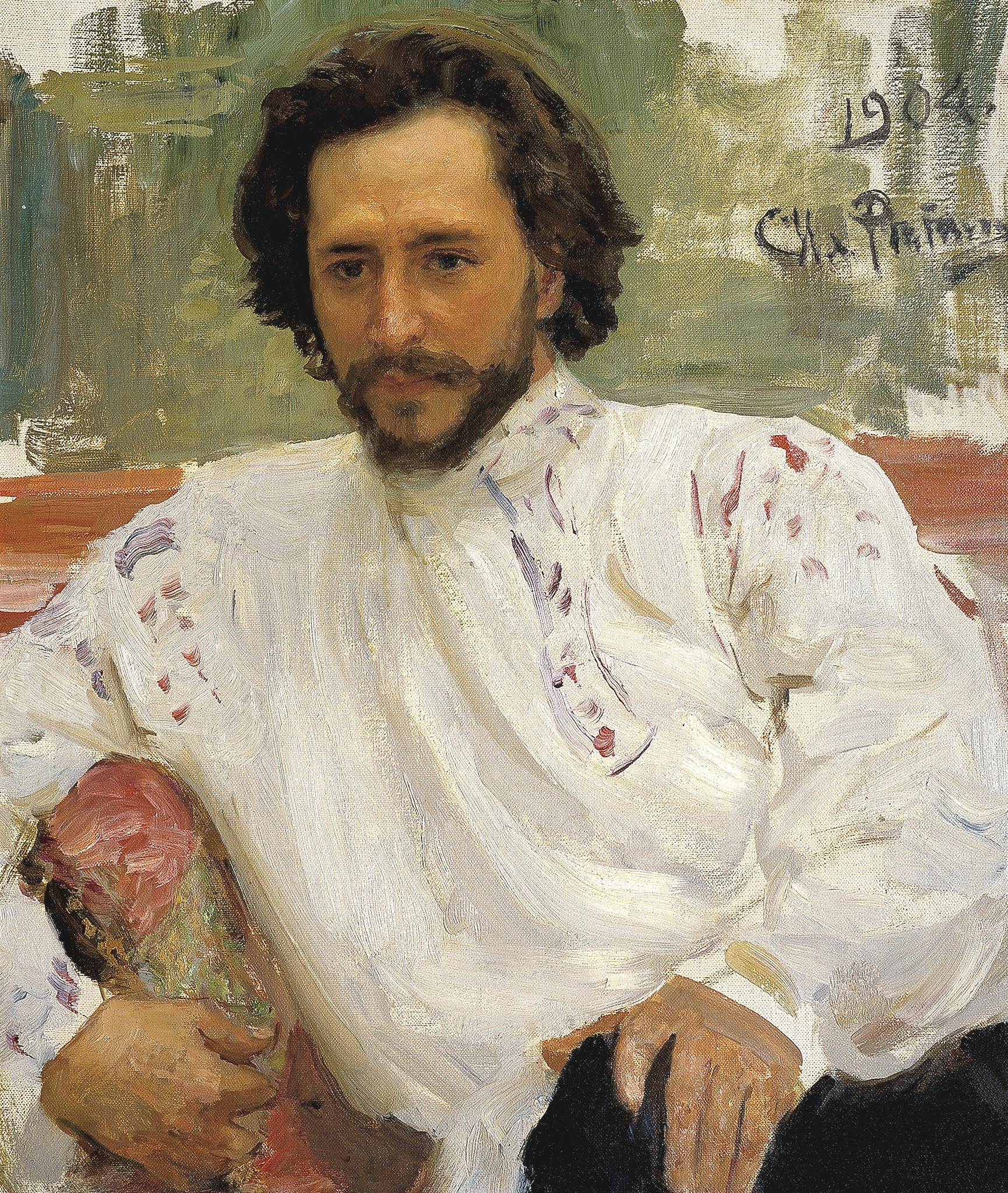
Andrejev, door Ilja Repin, 1904

Leonid Nikolajevitsj Andrejev (Russisch: Леонид Николаевич Андреев) (Orjol, 21 augustus 1871 – Mustamäki, Finland, 12 september 1919) was een Russisch expressionistisch schrijver, vooral van korte verhalen, maar ook van toneel.

## Leven
Andrejev groeide op in de provincie Orjol en studeerde daarna rechten in Moskou en Sint-Petersburg. Daarna werd hij een tijdje advocaat maar ook rechtbankreporter. Na de vroegtijdige dood van zijn vrouw, een gebeurtenis die hij nooit helemaal te boven kwam, wijdde Andrejev zich volledig aan het schrijverschap. Lange tijd gold Andrejev als een aanhanger van revolutionaire krachten in Rusland, maar tijdens de Russische Revolutie gaf hij zijn steun aan de conservatieve krachten. Uiteindelijk emigreerde hij naar Duitsland, vervolgens naar Frankrijk en toen weer naar Finland, waar hij in 1919 overleed, naar later bleek door zelfmoord.

## Werk
Andrejev vormt een apart geval in de Russische literatuur. In het begin van de twintigste eeuw kende hij een populariteit welke die van Gorki evenaarde, maar nu is hij bijna vergeten.
In zijn tijd werd Andrejev gezien als een origineel vertolker van de heersende religieuze en filosofische onrust. De meeste van zijn werken zijn pessimistisch en doortrokken van angst en eenzaamheid. Hij werd beïnvloed door Schopenhauer, Nietzsche en Poe. Hij zou een metafysisch schrijver genoemd kunnen worden, maar zijn schrijfstijl is erg bombastisch en pretentieus, doortrokken met een impressionistische vaagheid.
Het beroemdst is Andrejev door zijn novellen “De afgrond” (1902), “In de mist” (1902) en “De gouverneur” (1906, over een gouverneur die weet dat hij door terroristen vermoord zal worden nadat hij op een menigte demonstranten heeft laten schieten en die vervolgens rustig het moment afwacht), en “De zeven gehangenen” (1908, over vijf terroristen en twee moordenaars die zich elk op hun eigen wijze op hun terechtstelling voorbereiden. Bekend zijn ook zijn toneelstukken “Het leven van een mens” (1907, over de leegheid en onechtheid in de wereld) en “Op naar de sterren” (1917, later door Gorki doorontwikkeld tot “Kinderen van de zon”).

## Fotogalerij

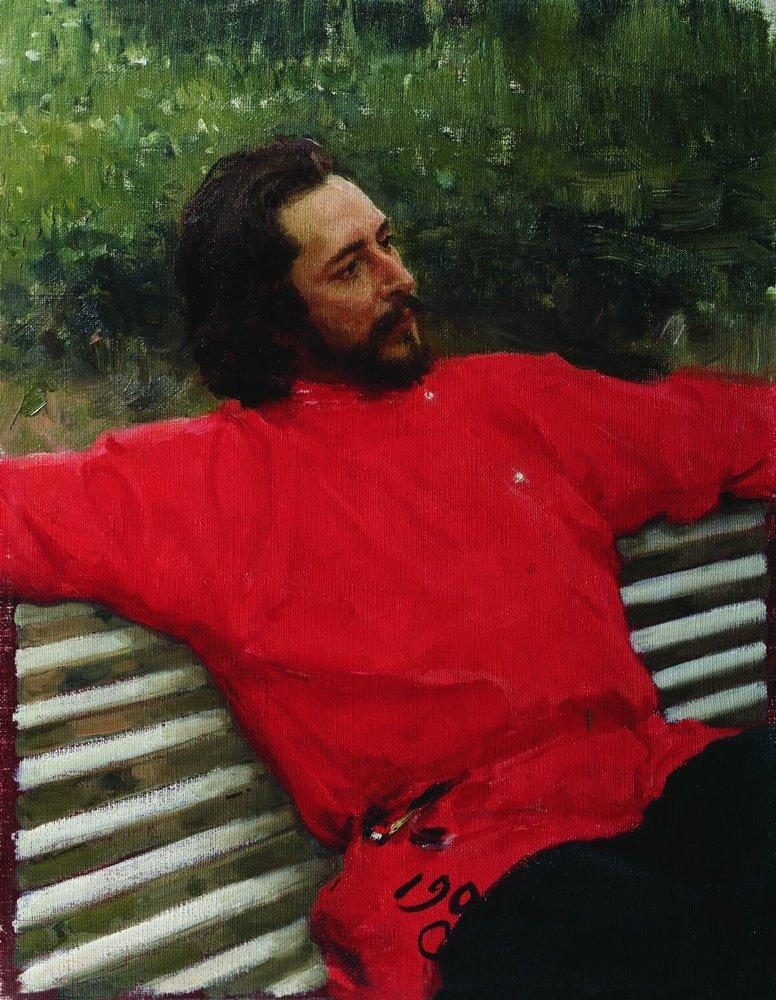
Andrejev door Ilja Repin, 1905
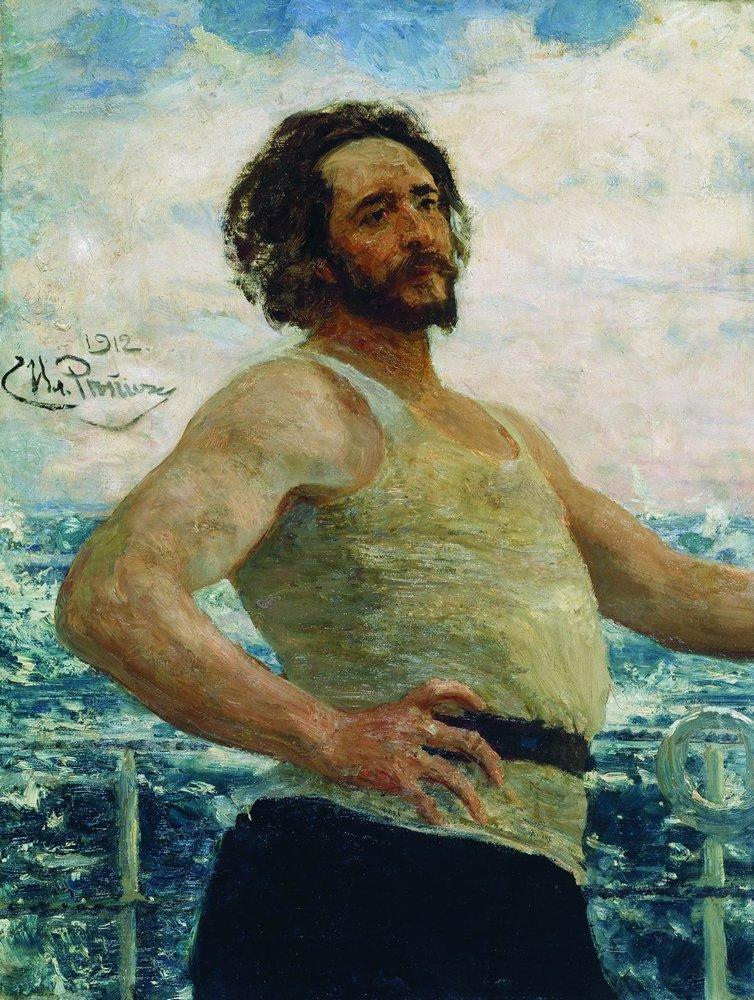
Andrejev door Ilja Repin, 1912
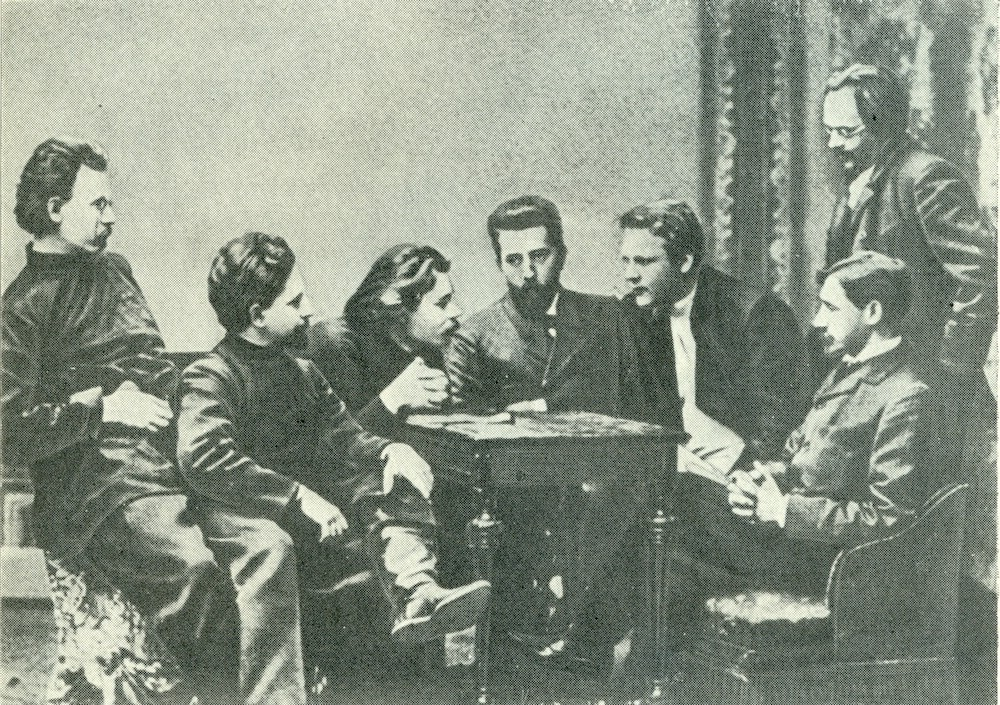
Znanie-groep, 1903, v.l.n.r. Skitalets, Andrejev, Gorki, Telesjov, Sjaljapin, Boenin, Chirikov
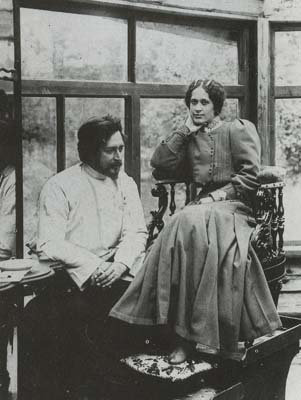
Andrejev met zijn vrouw Anna, foto Karl Boella, 1903
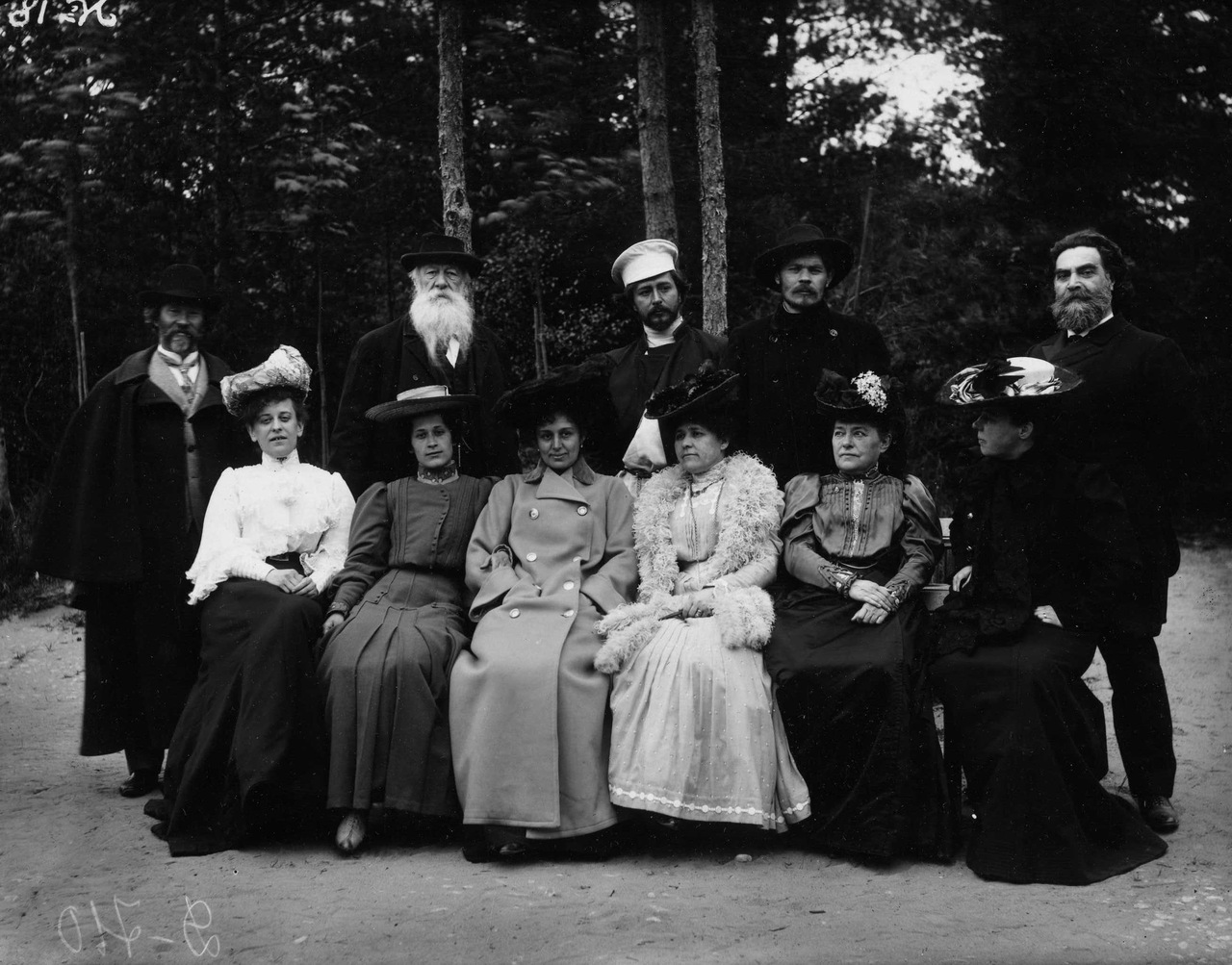
V.l.n.r. Repin, Stasov, Andrejev, Gorki, Tarhanov en hun vrouwen, 2e v.l. Anna, foto Boella, 1904
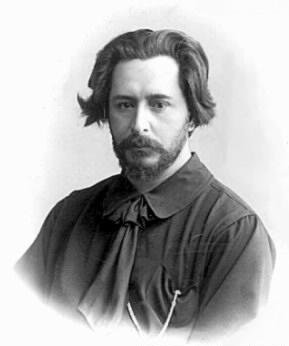
Portret van Andrejev, rond 1910
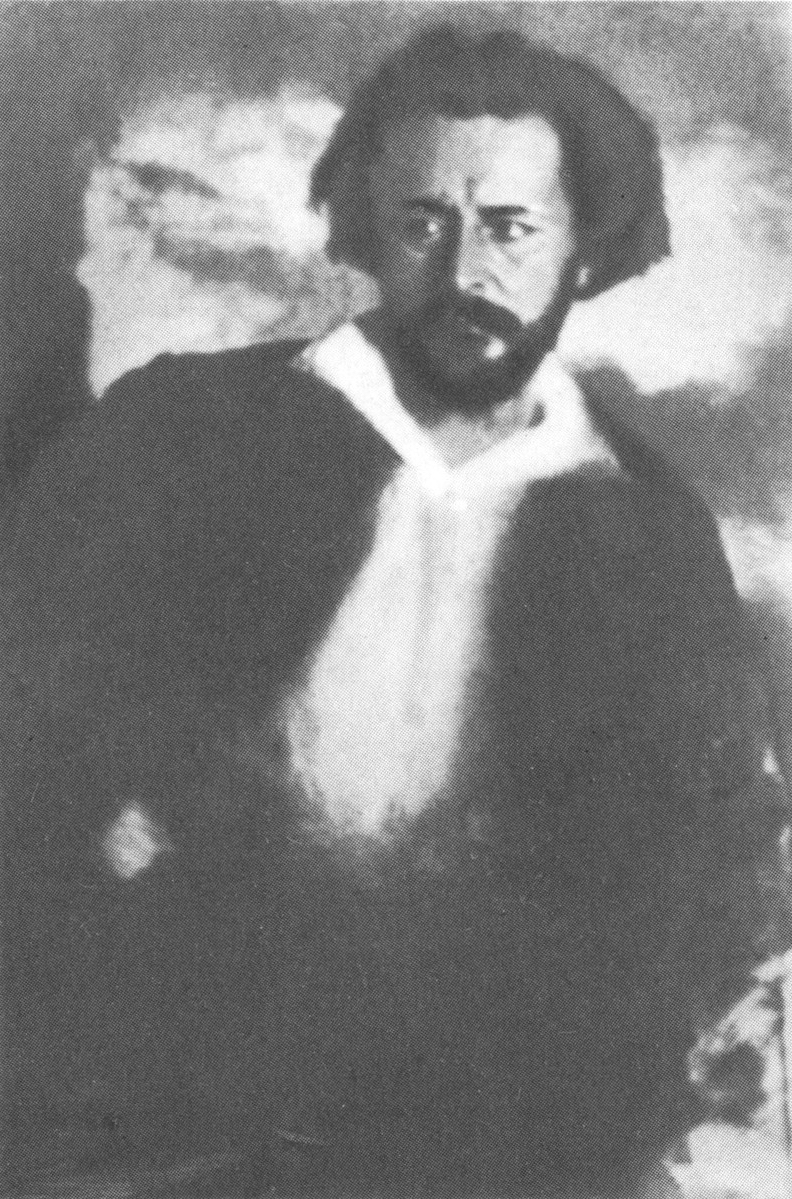
Andrejev, 1910, door M. Sherling
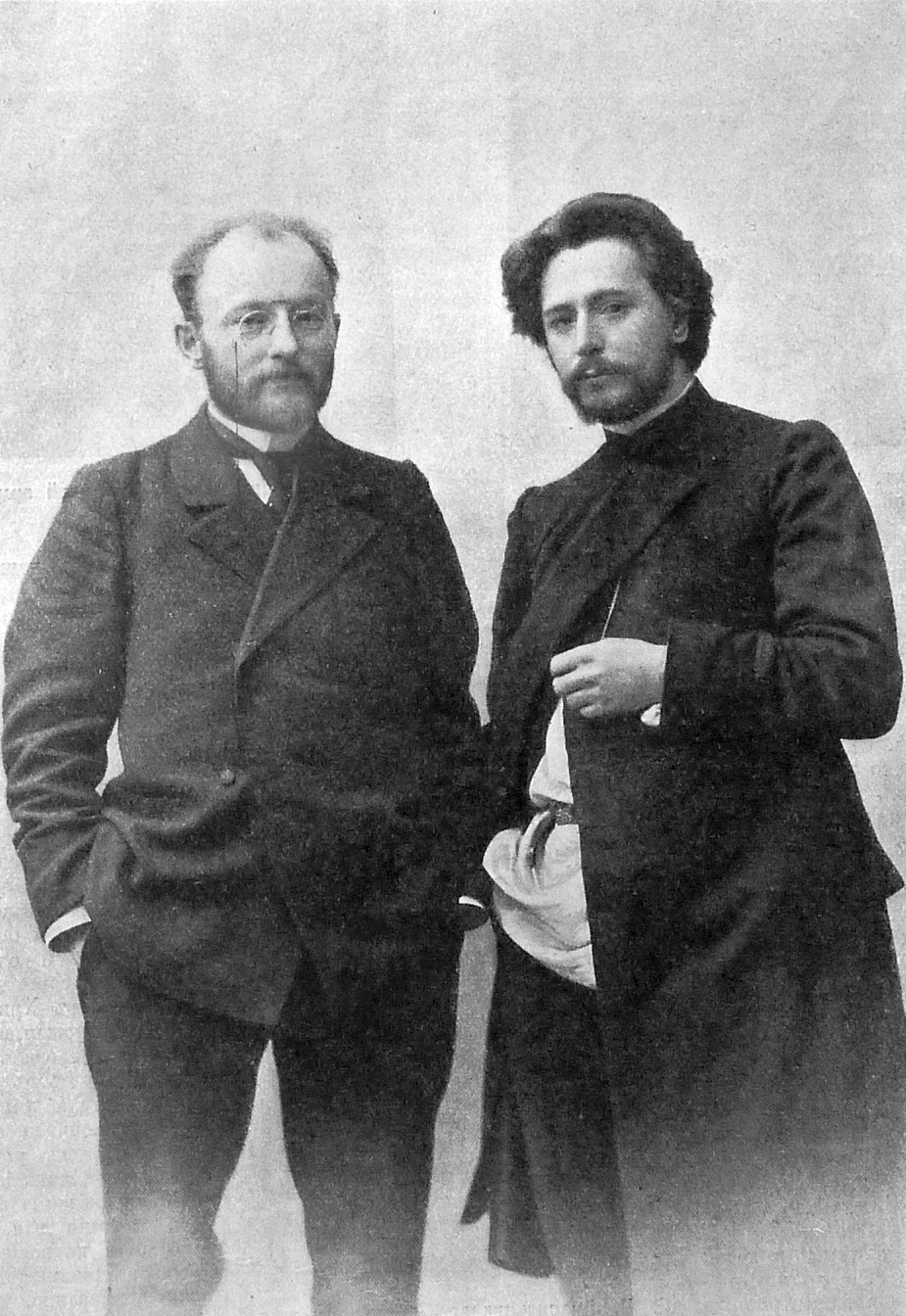
Andrejev en Vikenti Veresajev, 1912, foto Karl Boella